# CA 타예레스
CA 타예레스(스페인어: Club Atlético Talleres)는 아르헨티나 코르도바를 연고로 하는 축구팀이다. 이 팀은 1913년에 창단되었으며, 현재 아르헨티나 프리메라 디비시온에 참가하고 있다.

## 수상

### 국내

#### 리그
- 프리메라  나시오날 (3회): 1996, 1997–98, 2016
- 토르네오 페데랄 A (2회): 2012–13, 2015

### 국제
- 코파 CONMEBOL (1회): 1999

### 지역
- 리가 코르도베사 데 푸트볼 (27회): 1915, 1916, 1918, 1921, 1922, 1923, 1924, 1934, 1938, 1939, 1941, 1944, 1945, 1948, 1949, 1951, 1953, 1958, 1960, 1963, 1969, 1974, 1975, 1976, 1977, 1978, 1979

### 친선
- 코파 에르만다드 (1회): 1977

## 선수 명단

### 현역
참고: FIFA 자격 규정에 따라 소속된 국가대표팀 국기를 표시합니다. 선수는 복수의 FIFA 비회원국 국적을 가지고 있을 수 있습니다.
| 번호 | 포지션 | 국적       | 이름              |
| ---- | ------ | ---------- | ----------------- |
| 8    | MF     | 파라과이   | 마티아스 갈라르사 |
| 9    | FW     |            | 페데리코 기로티   |
| 10   | MF     |            | 루벤 보타         |
| 16   | DF     | 베네수엘라 | 미구엘 나바로     |

| 번호 | 포지션 | 국적     | 이름          |
| ---- | ------ | -------- | ------------- |
| 27   | MF     | 콜롬비아 | 후안 포르티야 |

## 역대 감독
| 감독              | 임기        |
| ----------------- | ----------- |
| 리카르도 가레카   | 1996 ~ 1997 |
| 리카르도 가레카   | 1997 ~ 2000 |
| 리카르도 가레카   | 2001        |
| 엔소 트로세로     | 2002        |
| 루이스 쿠비야     | 2003        |
| 세르히오 바티스타 | 2003        |
| 리카르도 가레카   | 2006        |

틀:CA 타예레스
틀:CA 타예레스 감독